# Потерянное десятилетие (Япония)
Поте́рянное десятиле́тие (яп. 失われた10年 усинаварэта дзю:нэн) — период долговременного экономического «застоя» в экономике Японии, начавшийся после коллапса японского финансового пузыря в начале 1990-х годов. Термин изначально включал период с 1991 по 2000 год, но потом включил период с 2001 по 2010 год и стал называться «Потерянное двадцатилетие» (яп. 失われた20年, усинаварэта нидзю:нэн), а позже включил также период с 2011 по 2021 год, поэтому весь период с 1990-х по 2020-е годы называется «Потерянное тридцатилетие» (яп. 失われた30年, усинаварэта сандзю:нэн).

## Обзор
В начале 1990-х резко замедлился быстрый до этого рост экономики страны. Конец 1980-х ознаменовался массовой волной спекуляций со стороны японских компаний, банков и ценных бумаг. Сочетание исключительно высокой стоимости земли и исключительно низких процентных ставок привели к кратковременному положению, когда кредит был очень дёшев и легко доступен. Это привело к массовым заимствованиям, доходы от которых были инвестированы в основном в отечественные и зарубежные акции и ценные бумаги.
Признавая неустойчивость финансового пузыря, Министерство финансов резко подняло в конце 1989 года процентные ставки. Пузырь лопнул, что привело к массивному краху на фондовом рынке и спровоцировало долговой кризис, что, в свою очередь, привело к кризису в банковском секторе.
В конце концов началась волна консолидации, в результате чего в Японии осталось только четыре национальных банка. Ситуация — критическая для долгосрочной экономической перспективы, поскольку японские фирмы были обременены огромными долгами, что сказывалось на их способности осуществлять капиталовложения. Это также означало, что стало очень трудно получить кредит, и даже в настоящее время официальная процентная ставка составляет 0,1 %. Многие заёмщики обращались для получения кредита к ростовщикам.
Это привело к явлению, известному как «потерянное десятилетие», когда произошла полная остановка экономического роста в Японии в 1990-х годах. Значительными темпами росла безработица, но затем она снизилась (Япония имеет традиционно низкие показатели безработицы, а из-за демографического кризиса, демографического старения населения и строгой иммиграционной политики в Японии быстро растёт дефицит трудоспособного населения).
Несмотря на восстановление экономики в 2000-х годах, демонстративное потребление 1980-х годов, такое, как расходы на виски и легковые автомобили, ещё не вернулось в полной мере. Это было связано с традиционным японским акцентом на бережливость и экономию, а также жесточайшей конкуренцией, которую доминировавшие в 1980-х годах японские фирмы (такие, как Sony и Toyota) испытывали со стороны компаний Южной Кореи и Тайваня. Большинство японских компаний начало заменять постоянную рабочую силу временными рабочими, которые не имели гарантий занятости; в настоящее время эти сотрудники составляют более трети рабочей силы Японии.
Востоковед Всеволод Овчинников в своём интервью (2004) упоминает о происходящем «сложном процессе эрозии системы пожизненного найма» — принятой в Японии практике пожизненного найма, вошедшей в противоречие с современной экономической системой.

## Демографическое старение в Японии
Япония уже три десятилетия находится в экономическом «застое» и постоянной дефляции (потерянное тридцатилетие), и немаловажным фактором, приведшем экономику Японии к данной ситуации, является демография. Население Японии уменьшается, из-за демографического кризиса и демографического старения Японии. Японская нация является самой престарелой и одной из самых быстро стареющих в мире. По состоянию на 1 октября 2021 года 29,1 % населения Японии было старше 65 лет. Причиной может быть относительно непродолжительный по времени послевоенный беби-бум в Японии и строгая иммиграционная политика. Потребление уменьшается из-за уменьшения населения, вызванного на фоне старения населения превышением смертности над рождаемостью и строгой иммиграционной политикой. Накопленные свободные (не вложенные в экономику) денежные активы населения увеличиваются, но из-за дефляции цены на товары и услуги с каждым годом падают, что ещё больше снижает спрос и оттягивает момент покупки товаров населением.